# Stefano Basalini
Stefano Basalini (ur. 29 listopada 1977 w Borgomanero) – włoski wioślarz.

## Osiągnięcia
- Mistrzostwa Świata – Aiguebelette-le-Lac 1997 – czwórka podwójna wagi lekkiej – 1. miejsce[1].
- Mistrzostwa Świata – Kolonia 1998 – jedynka wagi lekkiej – 1. miejsce[1].
- Mistrzostwa Świata – St. Catharines 1999 – dwójka bez sternika wagi lekkiej – 1. miejsce[1].
- Mistrzostwa Świata – Lucerna 2001 – jedynka wagi lekkiej – 2. miejsce[1].
- Mistrzostwa Świata – Sewilla 2002 – jedynka wagi lekkiej – 2. miejsce[1].
- Mistrzostwa Świata – Mediolan 2003 – jedynka wagi lekkiej – 1. miejsce[1].
- Mistrzostwa Świata – Gifu 2005 – dwójka podwójna wagi lekkiej – 4. miejsce[1].
- Mistrzostwa Świata – Eton 2006 – jedynka wagi lekkiej – 13. miejsce[1].
- Mistrzostwa Świata – Linz 2008 – czwórka podwójna wagi lekkiej – 1. miejsce[1].
- Mistrzostwa Świata – Poznań 2009 – czwórka podwójna wagi lekkiej – 1. miejsce[1].
- Mistrzostwa Europy – Montemor-o-Velho 2010 – czwórka podwójna wagi lekkiej – 1. miejsce[1].